# Fontaria kuhlgazi
Fontaria kuhlgazi är en mångfotingart som beskrevs av Karl Wilhelm Verhoeff 1937. Fontaria kuhlgazi ingår i släktet Fontaria och familjen Xystodesmidae. Inga underarter finns listade i Catalogue of Life.